# 岡田正泰
岡田 正泰（おかだ まさやす、1931年4月8日 - 2002年7月30日）は、日本のプロ野球チーム・ヤクルトスワローズの私設応援団「ツバメ軍団」団長。東京都出身。

## 来歴・人物
まだプロ野球黎明期の1952年、当時の国鉄スワローズ創設3年目から「江戸っ子の判官贔屓」でスワローズを熱心に応援。
「どこの家にでもある」傘による応援を生み出し、また自らは家にあったフライパンを太鼓の代わりに鳴物として使用していた。「応援に金をかけるな、その金をチケットにまわせ」が信条。東京音頭を応援歌に定着させ、現在の応援の定番となっているメガホンの元祖も考案した。家業は看板製作会社の「オカダ工芸」。その腕を生かし「神様!! 勝たして下さい」「まだある優勝」「勝ち鯛」「バンザイ」など、手作りの横断幕を持ち込み観客を楽しませ選手を励ました。 
2002年7月19日からの札幌での対広島戦（札幌ドーム）にも駆けつけたが、東京との気温差から帰京後に体調を崩し、7月30日肺炎のため71歳で急逝した。
ヤクルトスワローズに所属していた池山隆寛は、2002年10月の引退試合のスピーチの中で「ライトスタンドの岡田のオヤジ、ありがとう！」と感謝の言葉を述べている。
実家は看板製造業者だった。それが故、鳴り物や横断幕は自作したという。

## 応援の歴史
1952年ごろ、当時まだ結婚前だった妻と後楽園球場にデートに行き、読売ジャイアンツ対国鉄スワローズを観戦。その際、国鉄ファンの余りの少なさ、巨人ファンからの野次の酷さを見かねて国鉄を応援しはじめる。ファンの少ない国鉄を応援するにはなんとか音を大きく響かせねばならないと、家庭のフライパンを叩いて応援。当時は今と違い、プロ野球の応援と言えば野次合戦が中心で学生野球などで見られた様な組織的な応援団による鳴り物の応援は皆無だったため、当初は相当な奇異のまなざしで見られたという。岡田はフライパン以外にも中華鍋を用いていた事もあり、後に横浜大洋ホエールズ応援団の池杉昭次郎による銅鑼を用いた応援と並び、金属製の鳴物による応援が普及する嚆矢となった。
また、岡田は日本プロ野球の応援にメガホンを持ち込んだ最も初期の人物である事も知られている。現在見られる様なメガホンを用いたスポーツの応援は、1890年代のアメリカでミネソタ大学のチアリーディングにて男性部員が女性のチアガールの応援を行った事が嚆矢であり、同大学のフットボールチームへの応援に用いられた事から1930年代にサッカーの応援を中心に急速な広まりを見せ、1950年代後半ごろまでにはメジャーリーグベースボールでも段ボールを用いた折り畳み式のメガホンや、野球場でビールを飲む成人客のおつまみや、観戦する子供達のおやつとして親しまれていたポップコーンを入れる容器を用いたメガホンが相当に普及していたが、ポップコーンを野球場で購買する習慣が根付いていなかった日本では応援に用いる事自体があまり知られておらず、日本国内には製造販売するメーカーも当時はほとんど無い状態であった。岡田はテレビでメジャーリーグの映像を見た時に、応援席で観客が用いるメガホンの存在に気付き、なんとか同じようなものが手に入らないかを試行錯誤している内に、ある日偶然工事現場で設置されている樹脂製の三角コーンを発見し、これを加工する事で即席のメガホンを自作したのである。なお、現在見られる様な両手に持ったバット型のメガホンや、蝶番で二分割されたVメガホンを叩いて応援するスタイルは、広島東洋カープのしゃもじを叩く応援が元祖であるとされるが、ファン個々人がメガホンを持ち寄って声援を飛ばすスタイルは岡田によって始められたものとされる。
1960年代から1970年代になり、徐々に仲間も増えると「誰でも知っている」東京音頭を唄い、いつの間にか「ヤクルトおじさん」と呼ばれるようになり一躍人気者になる。岡田は当時、神宮外苑でトランペットの吹奏を練習していた大学生を応援団にスカウトし、東京音頭の演奏を担当させた。これが日本プロ野球における金管楽器による応援の最も初期の事例であるとも言われている。 1978年にヤクルトが念願の初優勝を果たすと、テレビや雑誌からひっぱりだこになった。神宮球場でリーグ優勝を決めた時には、号泣している場面がテレビでも映し出され、岡田をファンが囲んで優勝を祝福した。
今では有名な傘を使っての応援は、「少ないファンをなるべく多く見せる」ことが目的であった。国鉄時代末期の1963年、本拠地が明治神宮球場に移った頃と同時期に、ホワイトローズが開発した安価なビニール傘が普及し始めた事がそのきっかけであったという。ある時、「次の巨人戦に傘を持ってきてください」という張り紙を書いたところ、最初3人ほどが持ってきたという。当初傘は黒のこうもり傘であったが、色が黒＝黒星を連想することや、物理的に視界が遮られ観戦の邪魔となることからビニール傘を使用するようになった（ただ、ビニール傘での応援が定番になった頃に、「大人っぽく黒い傘にした方がよいかな？」とも語っていた）。現在では、小型のビニール傘が公認グッズとして神宮球場売店で売られており、修学旅行生などが大量に買う姿を見ることができる。ただし岡田本人は生前、ビニール傘の公式グッズ化を批判していた、理由として「家から持って来られる物として傘を採用したので、わざわざ球場で買うことはない。それならチケットを買ったほうが良い」という理由から。
1980年代のヤクルト低迷期にも「神様!!勝たしてください」「今日は勝ち鯛」などのユニークな横断幕でファンと選手を楽しませた。
1990年代に入ってヤクルトが優勝チームの常連になっても「ファンを楽しませたい」という一心で明治神宮野球場に足を運び、声を嗄らしてヤクルトを応援し続けた。ヤクルトファンは岡田のことを尊敬の念をこめて「オヤジ」と呼んだ。今でもライトスタンドには、在りし日の写真と、お供え物や花などが飾られている。

## 愛されたキャラクター
生粋の江戸っ子であるため大変に口は悪いが実はとても優しい人柄であった。妻との二人暮らしで子供がいなかった岡田にとっては「チームは家族、ファンと選手は我が子」のような存在であったと公言しており、そんなところに惹かれて私設応援団に入る若者も多かった。岡田が結成した私設応援団は、「試合中はグラウンドに背を向け、ひたすらに観客席を盛り立てる事に専念する」という独特のスタイルを貫いており、岡田は「試合の展開は客席のお客さんを見ていれば分かる。お客さんが一斉に上を向けばフライを打ったと言う事だろ！」と言い、団員がグラウンドに視線を向けると「試合を見ていてどうするんだ！」と叱り飛ばしたと、岡田の死後に応援団を引き継いだ団員の一人はテレビの取材に答えていた。岡田はファンに対しては優しく接する一方で、応援団員に対しては徹底した指導を行った事でも知られており、家業を終えた後ラッキーセブンの時間帯に神宮球場に岡田が入場すると、応援団の声援が一層引き締まったものになり、岡田が瓶ケースを用いたお立ち台の上に登り応援の指揮を執り始めると、客席のファンの間から「岡田」コールが巻き起こる光景が風物詩ともなっていた。
その類まれなキャラクターから、スワローズファンである漫画家のいしいひさいちが自作『がんばれ!!タブチくん!!』に登場させ同作のアニメ化によって広く知られるようになった（ただし、漫画では本業は青果店。また、劇場版アニメでは西武ライオンズの応援団長として登場した）。『おじゃまんが山田くん』にも「オカダ教授」として登場し、アニメ版OPではヤクルトスワローズの帽子をかぶってフライパンを叩いている。お笑いタレントのビートたけしは1980年代から「ヤクルトの応援団長の岡田さん」というネタを披露していたが1991年に「スポーツシャワー〜ヒーローに花束を〜」で初共演。その強烈なキャラクターでたけしを完全に食ってしまっていた。この時、国鉄スワローズがサンケイアトムズを経てヤクルトスワローズと三度名称が変更されていく中で、「このチームは消滅まで一度も優勝できないかもしれない」と本気で考えた時期もあった事、自身の葬儀の際には「東京音頭」で見送って欲しい事などをたけしに語っている。
またそのキャラクターは選手にも愛され、1978年の初優勝時には大杉勝男に招かれ場内をトロフィーをひいて（当時のセ・リーグ優勝トロフィーは山車のように車輪と紐がついていた）一周した。選手とファンが共にトロフィーをひくというのは大変に珍しいことであった。初優勝時の広岡達朗監督をはじめ、歴代のヤクルト監督就任の際には岡田に挨拶に行くのが恒例になっていた、さらに挨拶に行った監督自身岡田ファンのひとりになって帰っていくのである。選手からの人気も高く池山隆寛、荒木大輔、岩村明憲らは大いに岡田のことを慕った。
晩年は肺を患っていたため東京以外に応援に行くことはなかったが、北海道のファンは飛行機のチケットを手配して岡田を招いていたという。岡田の葬儀の際には古田敦也などスワローズ関係者の多くが供花を捧げ、生前の遺志の通りツバメ軍団メンバーによる東京音頭の吹奏の中、大勢のスワローズファンが打ち振るビニール傘に見送られて出棺していく様子がワイドショーでも報じられた。

## 応援ポリシー
「たとえ大敗しようとファンに楽しんで球場から帰途についてもらいたい。ファンに喜ばれるというのがオレのポリシーだ。強制なんかしねえよ。応援を楽しむことによりファンがノって、そのファンの応援で選手をのせられれば、最高じゃないか。な、そうだろ」